# Ро-независимая терминация

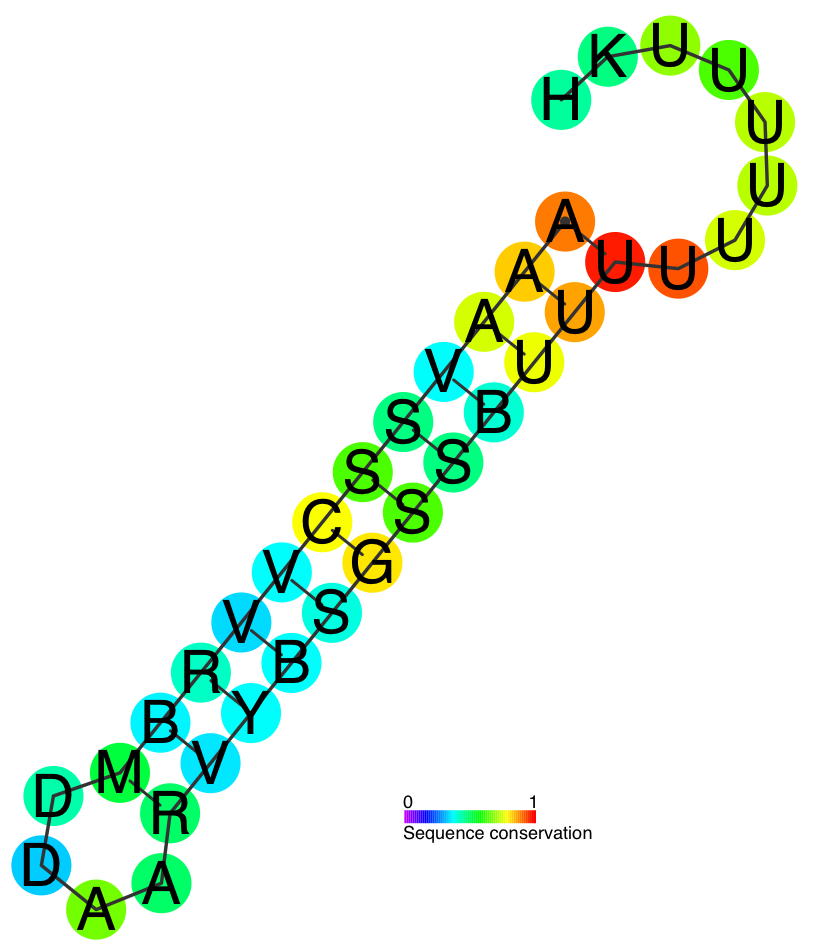
Вторичная структура бактериального Rho-независимого терминального элемента

Внутренняя терминация, также ρ-независимая терминация, ро-независимая терминация (англ. Rho-independent termination), — механизм остановки транскрипции гена у прокариот. Суть этого механизма такова: мРНК содержит гуанин-цитозин-обогащённую последовательность, которая может образовывать структуры типа  шпилька  в 7—20 пар оснований в длину. Гуанин и цитозин образуют друг с другом три водородные связи и поэтому связаны довольно прочно. Сразу после шпильки располагается участок, обогащённый урацилом. Связи между урацилом и аденином очень слабы. Белок, связанный с РНК-полимеразой (nusA), настолько прочно связывается со шпилькой, что это вызывает временную остановку полимеразы и прекращение транскрипции. В этот момент полимераза располагается на полиурациловом участке последовательности. Слабые аденин-урациловые связи снижают энергию дестабилизации дуплекса РНК-ДНК, что позволяет им ослабить напряжение полинуклеотидной цепи и диссоциировать от РНК-полимеразы.
Ро-элементы, которые не содержат полиурациловой последовательности, способны приостановить РНК-полимеразу, но она, как правило, продолжает транскрипцию спустя некоторое время, поскольку дуплекс слишком стабилен, чтобы вызвать диссоциацию РНК-полимеразы и последующую терминацию.
Ро-независимая терминация транскрипции — это частый случай механизма, лежащего в основе активности цис-регуляторных элементов РНК, таких как рибопереключатели.